# Musée de Rome
Le musée de Rome (en italien : Museo di Roma) est un musée situé dans le Palazzo Braschi, à Rome, en Italie. Il fait partie des musées civiques romains et est inauguré le 21 avril 1930, durant la période fasciste italienne afin de relater l'histoire locale et les traditions de la vieille Rome, qui disparaissait rapidement. Après de nombreux dons et acquisitions d'œuvres d'art, le musée est, de nos jours, un musée d'art. Les collections comprennent 120 aquarelles du peintre du XIXe siècle, Ettore Roesler Franz composant la sparita Roma (en français : Rome disparue) hébergée dorénavant au musée de Rome du Trastevere.

## Histoire
Le musée est fondé par le directeur des Antiquités et Beaux-Arts du gouvernement de Rome de l'époque, l'historien de l'art Antonio Muñoz. Il s'agit du premier musée municipal de la ville. Au départ, le musée est situé dans le Pastificio Pantanella (it) (Piazza Bocca della Verità (it)), une ancienne usine à pâtes. Le bâtiment de l'usine a également abrité le Museo dell'Impero Romano et a été rebaptisé Palazzo dei Musei (en français : Palais des musées). Le Museo di Roma ouvre le 21 avril 1930 : Muñoz en est le premier directeur.
Le musée ferme lors de la Seconde Guerre mondiale, en 1939.
Il ouvre à nouveau ses portes en 1952, dans un nouveau climat politique et dans un nouveau lieu : le Palazzo Braschi, un palais baroque-néoclassique, près de la piazza Navona, achevé au début du XIXe siècle. Ce palais héberge, depuis 1949, la galerie communale d'art moderne ,.

## Collections
Le musée a, dans un premier temps, pour but d'illustrer et de documenter le passé : grâce à de nombreux legs, donations et acquisitions - parmi eux une collection de 5 000 dessins, gravures et livres anciens illustrés qui appartenaient à Antonio Muñoz - le musée détient maintenant de nombreuses œuvres d'art et est devenu avant tout un musée d'art.
Les artistes représentés sont Gianni Felice, Pompeo Batoni, Antonio Canova, Francesco Mochi, Giuseppe Bottani, Giovanni Paolo Panini, Giuseppe Bartolomeo Chiari, Joshua Reynolds, Giuseppe Ceracchi, Pietro Labruzzi (it), Lievin Cruyl (en), Nicola Salvi (concepteur de la fontaine de Trevi), Bartolomeo Pinelli, Giovanni Battista Piranesi et Ippolito Caffi.
Le musée compte 15 salles au deuxième étage du Palais Braschi et 5 au troisième étage. Les autres salles accueillent une bibliothèque et une exposition de carrosses d'époque.

## Source
- (en) Cet article est partiellement ou en totalité issu de l’article de Wikipédia en anglais intitulé « Museo di Roma » (voir la liste des auteurs).